# Trafoia arctica
Trafoia arctica är en tvåvingeart som först beskrevs av Sack 1923.  Trafoia arctica ingår i släktet Trafoia och familjen parasitflugor. Arten har ej påträffats i Sverige. Inga underarter finns listade i Catalogue of Life.